# Bahr al-Ghazal
Bahr al-Ghazal (Gasellfloden), är en flod i Sydsudan, Vita Nilens viktigaste tillflöde från väst, i sumpmarken Sudd. Floden är 716 kilometer lång och rinner upp i gränstrakterna mot Centralafrikanska republiken och Kongo-Kinshasa; namnet Bahr al-Ghazal får den först efter det att den möter bifloderna Jur, Tonj och Bahr al-Arab. Den rinner samman med Bahr al-Jabal ("Bergsnilen") vid Lake No där den bildar den egentliga Vita Nilen (Bahr al-Abyad).